# 1867 en littérature
| Années de la littérature : 1864 - 1865 - 1866 - 1867 - 1868 - 1869 - 1870    |
| Décennies de la littérature : 1830 - 1840 - 1850 - 1860 - 1870 - 1880 - 1890 |

Cet article présente les faits marquants de l'année 1867 en littérature.

## Événements
- Mai : L'avocat et auteur Maurice Joly sort après 15 mois de détention de la prison Sainte-Pélagie à Paris. Il avait été inculpé et condamné par le tribunal correctionnel de la Seine pour « excitation à la haine et au mépris du gouvernement » contre le régime du Second Empire de Napoléon III en raison de la publication et de la diffusion depuis la Belgique de son dialogue philosophique pamphlétaire Dialogue aux enfers entre Machiavel et Montesquieu (1864).
- 2 septembre : Enterrement du poète Charles Baudelaire au Cimetière du Montparnasse (Paris). Allocutions déchirantes de Banville et d'Asselineau.

## Parutions

### Essais

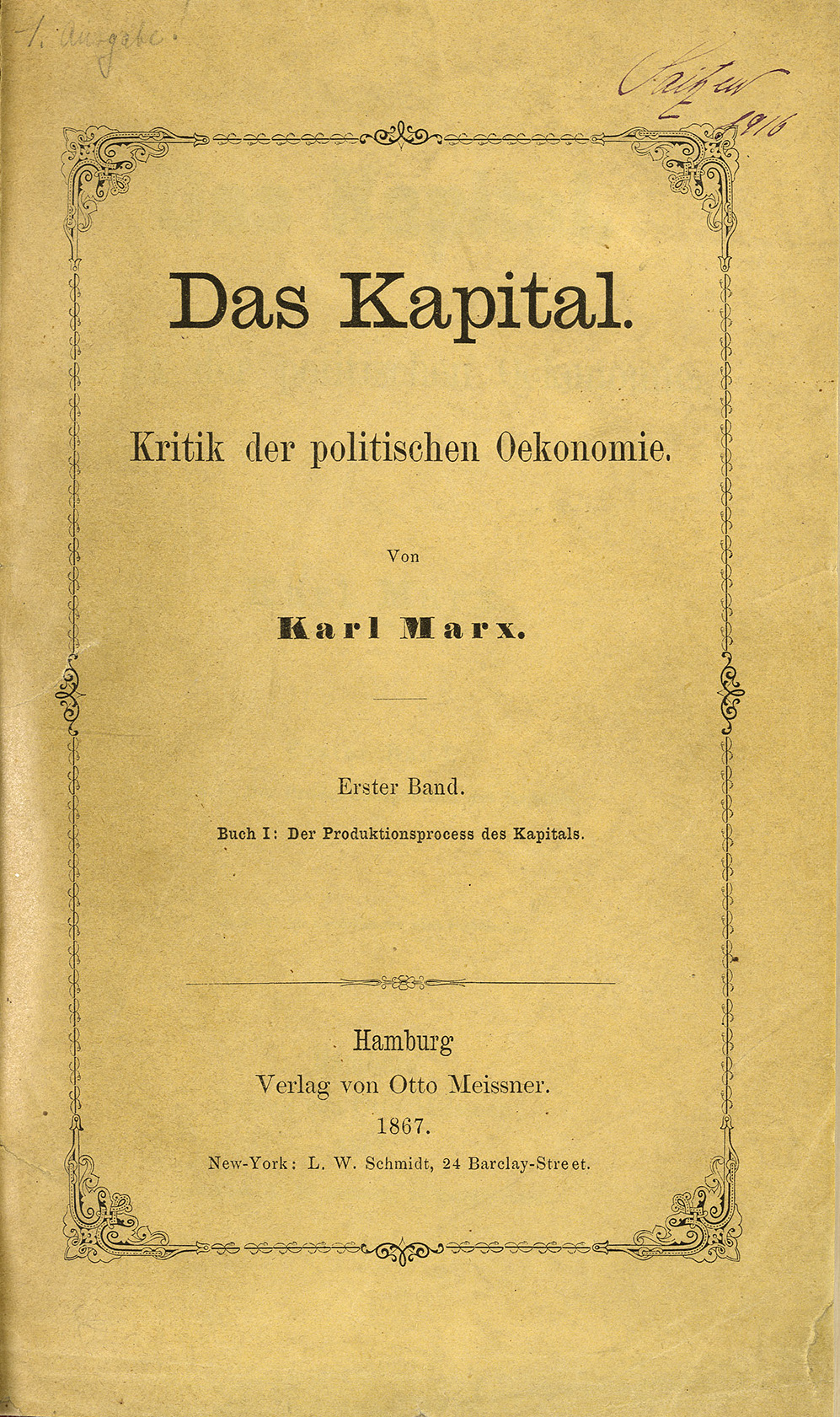
Le Capital, édition originale.

1. Walter Bagehot (anglais), La Constitution anglaise, étude.
2. John Lubbock (anglais), L'Homme avant l'Histoire, traduit par Ed. Barbier, éd. Germer Baillière.
3. Karl Marx (allemand), volume I du Capital qui démonte les rouages du capitalisme en utilisant à la fois le concept de lutte des classes et une théorie originale de la valeur-travail.
4. Pierre-Joseph Proudhon, De la capacité politique des classes ouvrières, publication posthume.

### Poésies
- Alfred de Vigny, Journal d’un poète, publication posthume.

### Romans

#### Auteurs francophones
1. Alexandre Dumas, Les Blancs et les Bleus.
2. Émile Gaboriau, Le Crime d'Orcival.
3. Joseph Arthur de Gobineau, L'Abbaye de Typhaines.
4. Villiers de L'Isle-Adam, Claire Lenoir, conte fantastique.
5. Comtesse de Ségur, Le Mauvais Génie.
6. Hippolyte Taine, Notes sur Paris. Vie et opinions de M. Frédéric-Thomas Graindorge.
7. Jules Verne, Les Aventures du capitaine Hatteras.
8. Émile Zola, Thérèse Raquin.

#### Auteurs traduits
1. Henrik Ibsen (norvégien), Peer Gynt.
2. Jorge Isaacs (colombien), María.
3. Ivan Tourgueniev (russe), Fumée.
4. Ferdinando Petruccelli della Gattina (italien), Les Mémoires de Judas.

## Principales naissances
- 5 juin : Paul-Jean Toulet, écrivain et poète français († 6 septembre 1920).

## Principaux décès
- 13 février : Étienne Eggis, écrivain et poète suisse.
- 16 février : Nicolas Jełowicki, écrivain et journaliste polonais (° 1794).
- 31 août : Charles Baudelaire, poète et critique d’art français, 46 ans.